# باشگاه ورزشی باسا
باشگاه ورزشی باسا یک باشگاه فوتبال حرفه‌ای آنتیگوایی است که در لیگ برتر این کشور رقابت می‌کند. آنها بارها قهرمان لیگ برتر شده اند و در آل سینتس مستقر هستند.